# De vroege Brabantsson
De vroege Brabantsson is een aquarel van Judith Leyster uit 1643. Het is een van de laatste werken die van haar bekend zijn. Het stelt een verfijnd getekende tulp voor van een type dat tijdens de tulpomanie van 1637 kapitalen opbracht.
Terwijl ze aan het begin van haar carrière voornamelijk genrestukken schilderde, zijn uit de periode na haar huwelijk in 1636 alleen een stilleven, een bloemstuk, een mogelijk zelfportret en deze ene aquarel bekend. Een andere aquarel van een soortgelijke tulp, die volgens het opschrift ook van haar zou zijn, wordt sinds de overzichtstentoonstelling in 1993 niet meer aan haar toegeschreven.
De aquarel is getekend op een blad perkament dat in de achttiende eeuw samen met andere aquarellen is gebundeld tot het Tulpenboek in het Frans Halsmuseum. Dergelijke tulpenboeken zijn ook uit de zeventiende eeuw bekend en bestonden uit groepen aquarellen van uitsluitend tulpen die samen waren ingebonden. Zowel plantenliefhebbers als kwekers lieten dergelijke boeken samenstellen. Wellicht was dit blad oorspronkelijk apart ingelijst. Leyster-biografe Hofrichter veronderstelt dat Leyster de tekening gemaakt heeft naar aanleiding van de geboorte van haar dochter Helena, die op 8 maart 1643 werd gedoopt; anderen denken eerder aan een opdracht van een rijke verzamelaar of botanicus, want ook na de windhandel bleef de tulp populair.

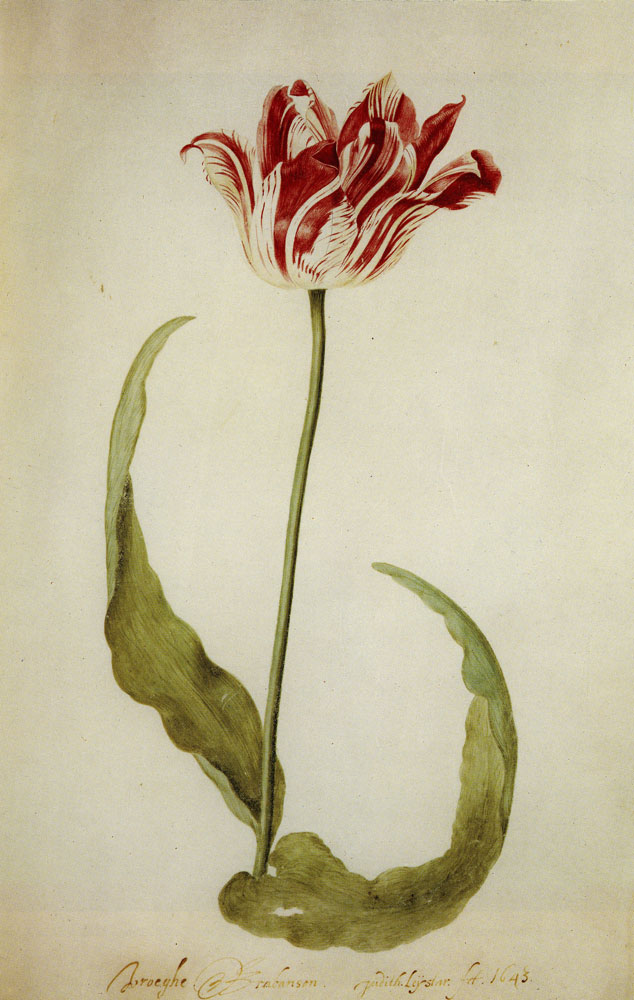
Anoniem, Vroege Brabantsson, Tulpenboek, Frans Hals Museum

## Herkomst
Het is bekend dat het Tulpenboek zich in elk geval vanaf de jaren 1920 in Haarlemse privéverzamelingen bevond. In 1973 werd het aangekocht door het Frans Halsmuseum met steun van het Prins Bernhard Cultuurfonds en de Vereniging Rembrandt.